# Lijst van beelden in Bunnik
Dit is een (onvolledige) chronologische lijst van beelden in Bunnik. Onder een beeld wordt hier verstaan elk driedimensionaal kunstwerk in de openbare ruimte van de Nederlandse gemeente Bunnik, waarbij beeld wordt gebruikt als verzamelbegrip voor sculpturen, standbeelden, installaties, gedenktekens en overige beeldhouwwerken.
| Geplaatst | Omschrijving                                                                                | Kunstenaar                   | Straat | Plaats    | Materiaal                                                             | Afbeelding |
| --------- | ------------------------------------------------------------------------------------------- | ---------------------------- | --- | --------- | --------------------------------------------------------------------- | ---------- |
| 1908      | Madonna met kind                                                                            |                              | ingang van de Onze Lieve Vrouw ten Hemelopneming kerk                                                                                              | Werkhoven |                                                                       |            |
| 1930      | Heilig Hartbeeld                                                                            | Albert Dresmé (vermoedelijk) | bij de Onze Lieve Vrouw ten Hemelopneming kerk | Werkhoven | kalksteen                                                             |            |
|           | Ceres                                                                                       |                              | huis Oud Amelisweerd (Koningslaan 9) | Bunnik    |                                                                       |            |
| 1973      | Ei                                                                                          | Theo van de Vathorst         | Rhijnhaeghe, J.F. Kennedylaan 99-101 (in 2019 in opslag)                                                                                           | Bunnik    | brons                                                                 |            |
| 1974      | Wethouder H.J. Hol                                                                          | Gérard van Cos               | Wethouder Hollaan / Boomgaardweg | Odijk     | bakstenen muurtjes/zuil, met daarop een stenen blok met reliëfportret |            |
| 1975      | De Ganzen                                                                                   | Gabriël Sterk                | basisschool De Vonk Rijneiland 2 | Odijk     | brons                                                                 |            |
| 1982      | Spelende kinderen                                                                           | Jits Bakker                  | Van Zijldreef, tuin van Rhijnhaeghe | Bunnik    | brons                                                                 |            |
| 1985      | Klokkenstoel                                                                                | Joop den Ouden               | Fort bij Rhijnauwen | Bunnik    | staal, brons                                                          |            |
| 1996      | Drie Stenen; symboliseert de verbondenheid tussen de drie dorpen Bunnik, Odijk en Werkhoven | Hans Leutscher               | de Singel, bij het gemeentehuis | Odijk     |                                                                       |            |
| 2010      | Een boom met schepen                                                                        | Katrien Vogel                | Rijneiland, op het grasveld voor het Palet. Als alle bouwwerkzaamheden op Rijneiland zijn afgerond, wordt het kunstwerk verplaatst naar de rotonde | Odijk     |                                                                       |            |